# DFP
DFP(Digital Flat Panel Port)は、液晶ディスプレイとパソコンの間における信号伝送方式で、デジタルインタフェース規格のひとつである。
DFPは、ATI、Compaq、Appleなどから成るDFPグループによって策定され、1999年3月にVESAで正式に採用された。

## 概要
ディスプレイ用インタフェースとして、CRT用のRGBのアナログ信号を伝達するVGA端子があるが、液晶ディスプレイなどのフラットパネルディスプレイ装置にとっては、デジタル信号を伝送するほうが好ましい。
アナログRGB信号を液晶ディスプレイに表示する場合は、
```
ビデオカード(ディジタル信号→アナログ信号)
    |
VGA端子(アナログ信号)
    |
VGAケーブル(アナログ信号)
    |
VGA端子(アナログ信号)
    |
液晶ディスプレイ(アナログ信号→ディジタル信号)
```

のような構成になるため、装置が複雑になることでコストの増加や、複数のアナログ⇔ディジタル変換とアナログ信号での伝送を行うため、性能劣化の要因となりうる。
そこで、各メーカ独自のデジタルインタフェースを搭載したグラフィックカード/液晶ディスプレイが存在した。これは、アナログ変換を行なわないため、ディスプレイ本来の表示性能を発揮できるが、それぞれのメーカーの製品間での互換性がなかった。
このことから、DFPグループが'98年にリリースした「Digital Flat Panel Port（DFP）Specification」は、PCのディスプレイ出力をTMDS（Transmission Minimized Differential Signaling, PanelLink）という伝送方式を使ってデジタルのまま伝送する規格を策定した。後述のDVIの策定後、ディスプレイのデジタルインタフェースとして、統一された規格に収束していった。
DFPは、TMDSとVESA DDCの信号を含み、コネクタには一般的な20接点のセントロニクスハーフコネクタを使用する。
DVI-Dと互換性があり、コネクタ形状の変換のみを行うことで、そのまま利用できる製品が多いものの、2014年現在は規格を正しく守っていない商品が発売されているため、注意が必要である。
また、日本向けに生産されたごく一部のモニターに限り、DFPを拡張した形でモニターにUSBハブ同等の機能も持たせ、20接点を超えるコネクタを採用した独自規格も作られている。

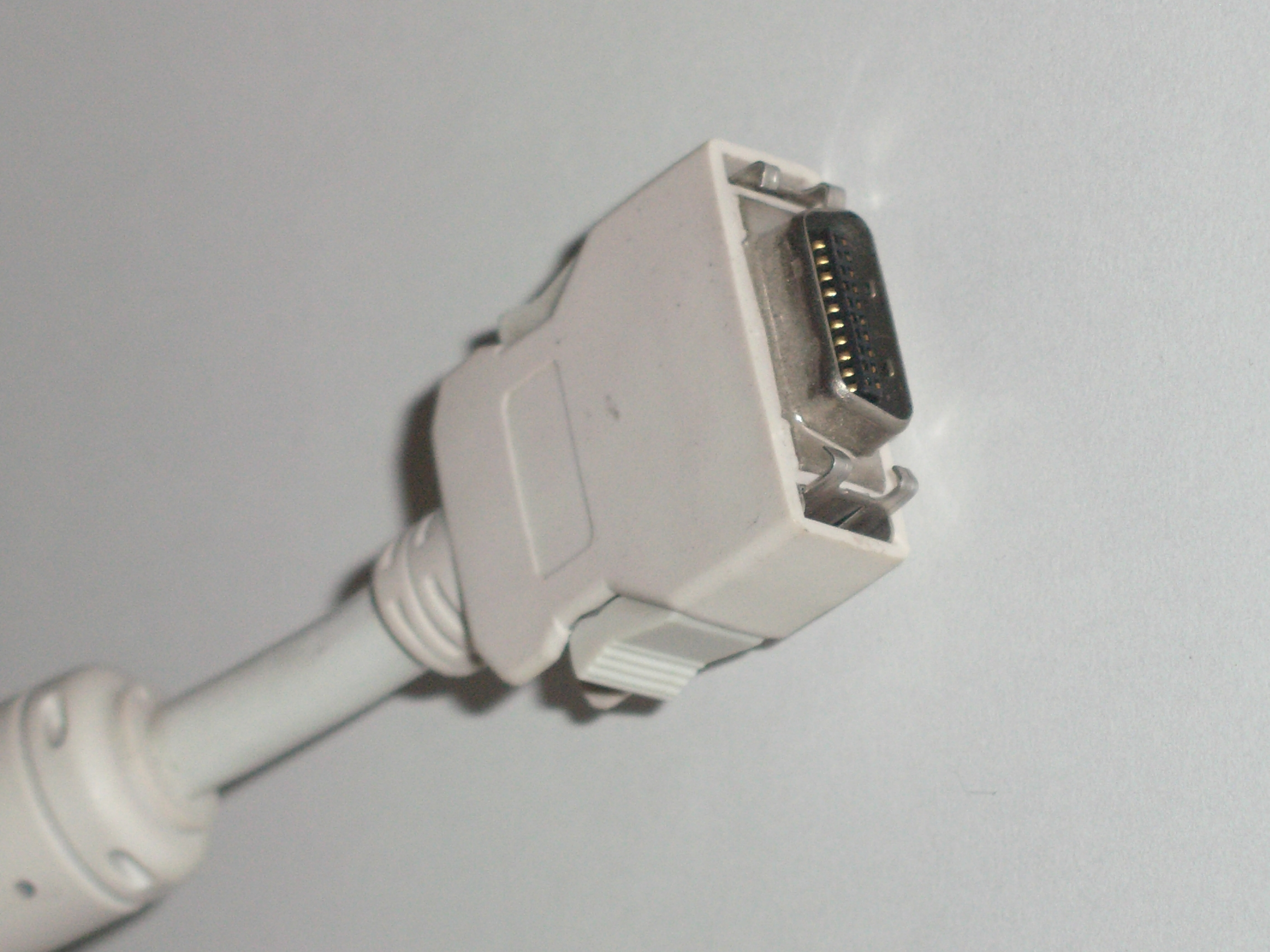
DFPコネクタ
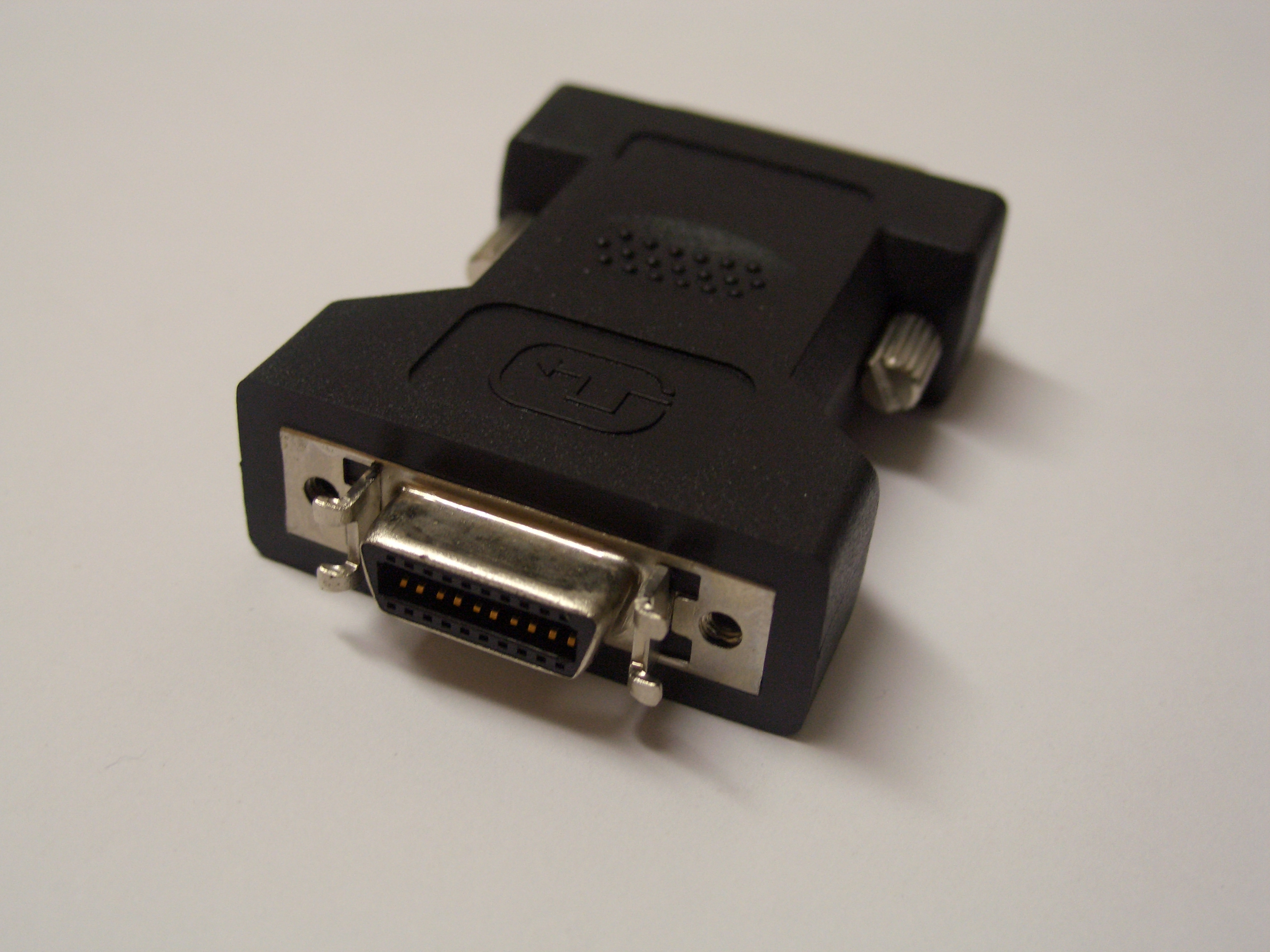
DVI-DFP変換アダプタ
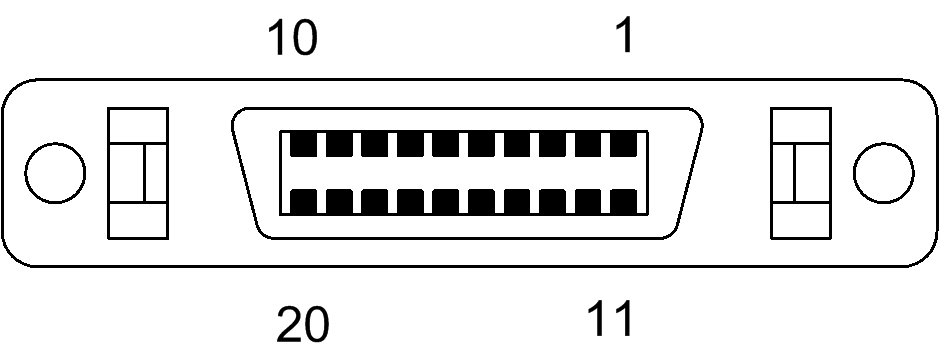
ピンアサイン